# Ernest Urdăreanu
Le major Ernest Urdăreanu, né en 1897 et mort en 1985, de la garde civile roumaine (dit Murdareanu, durant la seconde guerre mondiale) fut accessoirement un pilote de rallyes roumain.
Il remporta les deux premières éditions du Rallye Sanremo, en 1928 (sur Fiat 520), et en 1929 (sur Fiat 521).
Devenu colonel de cavalerie, puis général, il trouva la consécration comme maréchal responsable de la sécurité du palais royal de Bucarest, ministre du palais conseiller direct du roi Carol II (Charles II de Roumanie), et fut surnommé alors Făceau figuri în trei par le peuple roumain.

## Distinctions
- 1928 : Grande Médaille du Royal Automobile Club d'Italie.